# Ernst Silvius von Sack
Ernst Silvius von Sack (geb. 8. September 1710 in Wieschowa; gest. 17. April 1793) war ein preußischer Landrat.

## Leben

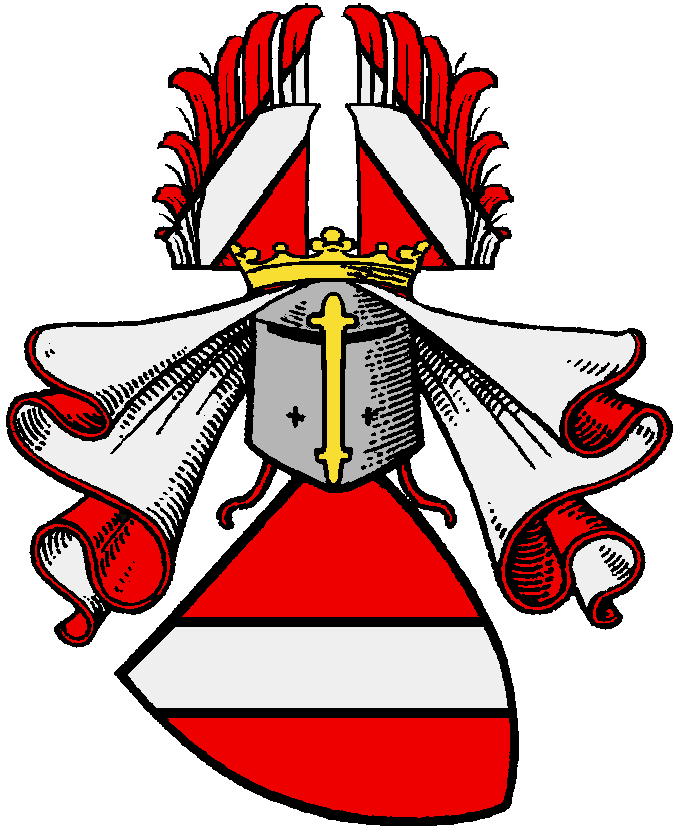
Stammwappen des Adelsgeschlechts Sack

Ernst Silvius von Sack war Angehöriger des Adelsgeschlechts von Sack. Er war ein Sohn des Ernst Heinrich von Sack (1674–1710), Hofrichter der Standesherrschaft Militsch und Erbherr auf Groß-Tschunkawe und dessen Ehefrau, einer geb. von Gartz. Ernst Silvius trat zuerst in die Dienste Sachsen-Coburgs ein, wo er bis zum Rang eines Leutnants aufstieg. 1759 wurde er Nachfolger von Carl Friedrich von Bludowsky als Landrat des Kreises Tost. Das Amt als Landrat übte er bis 1787 aus.

## Persönliches
Ernst Silvius von Sack war Erbherr auf Wieschowa. Er war mit einer geb. von Legat verheiratet und hatte sieben Söhne.